# Chai Hansen
Chai Hansen (nascido Chai Romruen, 8 de fevereiro de 1989) é um ator australiano-tailandês. Ele é mais conhecido pelos seus papéis como Rei Macaco em The New Legends of Monkey, Zac em Mako Mermaids, Ilian em The 100 e Jordan Kyle em Shadowhunters.

## Filmografia
| Ano       | Título                    | Papel        | Notas                          |
| --------- | ------------------------- | ------------ | ------------------------------ |
| 2012      | Dead Moon Circus          | Sean McComb  | Filme                          |
| 2013      | Dead Moon Circus Part 2   | Sean McComb  | Filme                          |
| 2013      | Pavlomance                | Zac          | Curta Metragem                 |
| 2013      | Revolving Doors           | Kitchen Hand | Curta Metragem                 |
| 2013-2016 | Mako Mermaids             | Zac Blakely  | Protagonista (1ª-4ª Temporada) |
| 2017      | The 100                   | Ilian        | Recorrente (4ª Temporada)      |
| 2018      | The New Legends of Monkey | Rei Macaco   | Protagonista (1ª-2ª Temporada) |
| 2018      | Thicker Than Water        | Ivan         | Filme                          |
| 2018-2019 | Shadowhunters             | Jordan Kyle  | Recorrente (3ª Temporada)      |
| 2019      | We Were Tomorrow          | Noah Reeves  | Próximas Séries Pós-produção   |
| 2021-2025 | The Newsreader            | Tim Ahern    | Recorrente (1°-3° Temporada)   |